# Pierre Lévêque (helenista)
Pierre Lévêque (Chambéry, 11 de agosto de 1921-París, 5 de marzo de 2004), fue historiador de la antigua Grecia y helenista.

## Biografía

### Años de formación
Hijo de un ingeniero, pasó su infancia en el puerto de Burdeos La lectura de La Cité grecque de Gustave Glotz lo encaminó hacia los estudios literarios. Ingresó en 1940 en la Escuela Normal Superior de París, después en la Agregación en Francia de letras en 1944. Miembro de la Escuela Francesa de Atenas de 1947 a 1952, estudió en Grecia la estatuaria arcaica de Delos y excavó en el sitio arqueológico de Tasos. Presentó en 1955, bajo la dirección de André Aymard  su tesis doctoral, dedicada a Pirro de Epiro, rey de Epiro. La tesina versaba sobre el poeta ateniense Agatón, bajo la dirección de Louis Séchan.

### Carrera universitaria
A continuación obtuvo un puesto de asistente en la Sorbona y después en Lyon (1951). Se convirtió en profesor de la Universidad de Montpellier (1955) antes de ser nombrado profesor, en 1957, en la Universidad de Besançon, donde permaneció durante toda su carrera. Se ganó el apodo de «Decano Rojo» por su militancia comunista.
En 1968, creó un Centro de Historia antigua, que más tarde se convirtió en una unidad del CNRS bajo el nombre de «Analyses des formations sociales de l'Antiquité» (Análisis de las formaciones sociales de la Antigüedad), después el Institut des sciences de l'Antiquité, y en 1970 el Grupo de investigación internacional sobre la esclavitud antigua.
En febrero de 1979, fue uno de los 34 signatarios de la declaración redactada por Léon Poliakov y Pierre Vidal-Naquet para desmontar la retórica negacionista de Robert Faurisson.

### Vida privada
Fue esposo de Monique Clavel-Lévêque.

## Obras
En francés
- Nous partons pour... La Grèce, 1961
- L'aventure grecque, 1964 ;
- Clisthène l'Athénien, 1964 (con Pierre Vidal-Naquet) ;
- Nous partons pour... La Sicile, 1966; PUF
- Séchan, Louis (1966). Les grandes divinités de la Grèce (en francés). Éditions E. de Boccard. ISBN 978-2-200-37211-8.
- Empires et barbaries, 1968 ;
- Bêtes, dieux et hommes, 1985 ;
- Le Japon des mythes anciens, 1988 ;
- La naissance de la Grèce. Col. «Découvertes Gallimard/Histoire» (en francés) (nº 86). Gallimard. 1990. p. 176. ISBN 2-07-053110-4.
- Les Grenouilles dans l'Antiquité, 1994 ;
- Dans les pas des dieux grecs, 2003.

Traducidas al español
- Las primeras civilizaciones: De los despotismos orientales a la ciudad griega (Eduardo Bajo Álvarez, trad.). Ediciones Akal. 2013. ISBN 8446035006.
- Tras los pasos de los dioses griegos (Alfredo Iglesias Diéguez, trad.). Akal. 2006. ISBN 8446022486.
- El mundo helenístico. Orígenes. Paidós. 2005. ISBN 844931822X.
- La aventura griega (Pedro Mulet, trad.). Labor. 1968.